# Sint-Joriskerk (Tunis, anglicaans)

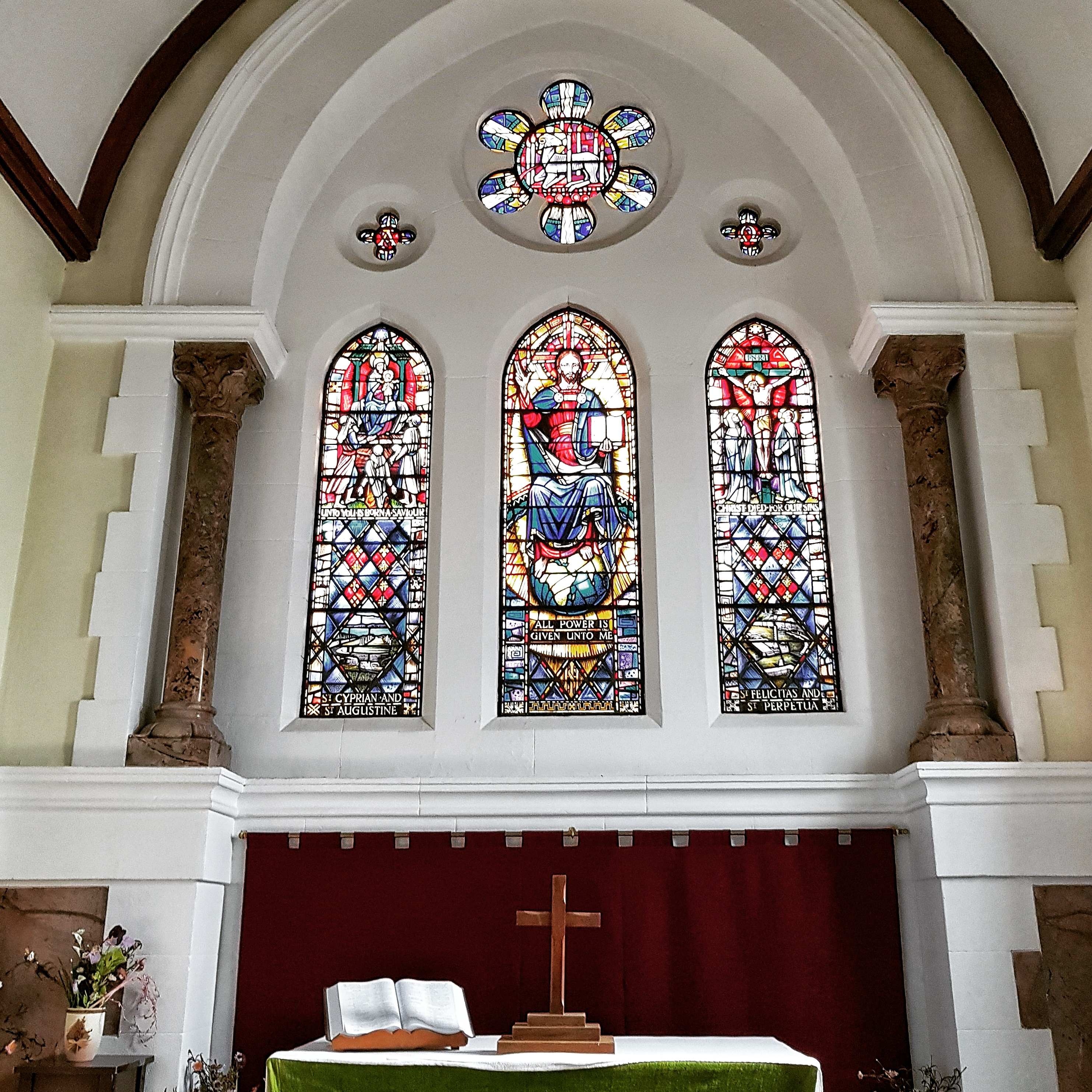
Het altaar van de kerk

De Sint-Joriskerk (Frans: Église Saint-Georges; Engels: Saint George's Church) is een anglicaans kerkgebouw in de Tunesische hoofdstad Tunis, gelegen aan rue Mongi Slim nabij de voormalige poort Bab Carthagena. Er bevindt zich in Tunis ook een orthodoxe Sint-Joriskerk.
De Sint-Joriskerk is gebouwd op de plaats van een protestantse begraafplaats, waarvan de oudste grafsteen dateert uit 1684. De grond voor de begraafplaats werd in de zeventiende eeuw door Hamouda Pasha Bey aan Groot-Brittannië geschonken. Voorheen heette de straat die langs de begraafplaats liep rue des Protestants. Rond 1696 zou Romdhane Bey het stoffelijk overschot van zijn moeder Marie, van Italiaanse en protestantse afkomst, hier hebben laten begraven.
Voorafgaand aan de bouw van de Sint-Joriskerk had de anglicaanse gemeenschap een ander eenvoudig gebouw voor de eredienst dat in 1877 gebouwd was aan de rue d'Espagne. Het ontwerp voor de nieuwe kerk dateert uit 1894 en in 1899 werd met de bouw begonnen. In 1901 werd de kerk ingewijd. De kerk is gebouwd in typisch anglicaanse stijl.
In de kerk worden erediensten in het Arabisch en Engels gehouden.